# Nedlloyd Rouen (schip, 1978)
De Nedlloyd Rouen is een roll-on-roll-offschip dat in 1978 gebouwd werd door Nippon Kokan Kabushiki Kaisha voor Nedlloyd. Het is uitgerust met een Sulzer 8RND90M van 26.800 pk die het schip een dienstsnelheid geeft van 19 knopen. Het is het zusterschip van de Nedlloyd Rosario, terwijl de Nedlloyd Rotterdam en Nedlloyd Rochester twee in Nederland gebouwde roro's waren.
De roro's waren gebouwd voor de dienst tussen de Verenigde Staten en het Midden-Oosten waar toen een grote behoefte was aan zwaar materieel. Na enkele jaren nam de behoefte aan luxer rollend materiaal toe, maar uiteindelijk werd met een toenemend aantal containerterminals efficiënter om op deze dienst containerschepen in te zetten, waarop de roro's op andere diensten werden ingezet.
De Nederlandse roro's hadden onderdeks vier dekken en een lengte van 196,5 m vanwege havenrestricties in Koeweit. Deze restricties bleken minder stringent dan aanvankelijk gedacht, waarop de Japanse schepen langer werden. Ook hadden deze naar Scandinavisch model onderdeks drie dekken, waarbij twee dekken tweehoog containers konden herbergen, al moeten die geplaatst worden met grote heftrucks wat daardoor arbeidsintensief is. Op het hoofddek kunnen containers direct door containerkranen geplaatst worden.
In 1995 werd het schip verkocht aan United States Maritime Administration waar het als Cape Knox onderdeel werd van de National Defense Reserve Fleet.